# Браян Джоб
Браян Джоб (англ. Brian Job; 29 листопада 1951 — 14 серпня 2019) — американський плавець.
Призер Олімпійських Ігор 1968 року, учасник 1972 року.
Переможець Панамериканських ігор 1971 року.